# Zamek Vischering
Zamek Vischering (niem. Burg Vischering) – zamek na wodzie położony w pobliżu miasta Lüdinghausen w powiecie Coesfeld w niemieckim kraju związkowym Nadrenia Północna-Westfalia.
Zamek został wzniesiony w 1271 przez biskupa Gerharda von der Marka. Następnie stał się siedzibą rodziny Droste zu Vischering. W 1521 spłonął i wkrótce został odbudowany tracąc przy tym walory obronne. Zamek pełni obecnie funkcję centrum kulturalnego powiatu Coesfeld. W zamku mieści się Muzeum Münsterlandu, wystawa dla dzieci poświęcona rycerzom i restauracja. Odbywają się w nim także wystawy czasowe.
Na jednej ze ścian herby Heidenreicha Droste zu Vischering (1580-1643) żonatego od  1612 z Margarethe von Raesfeld zu Romberg. 

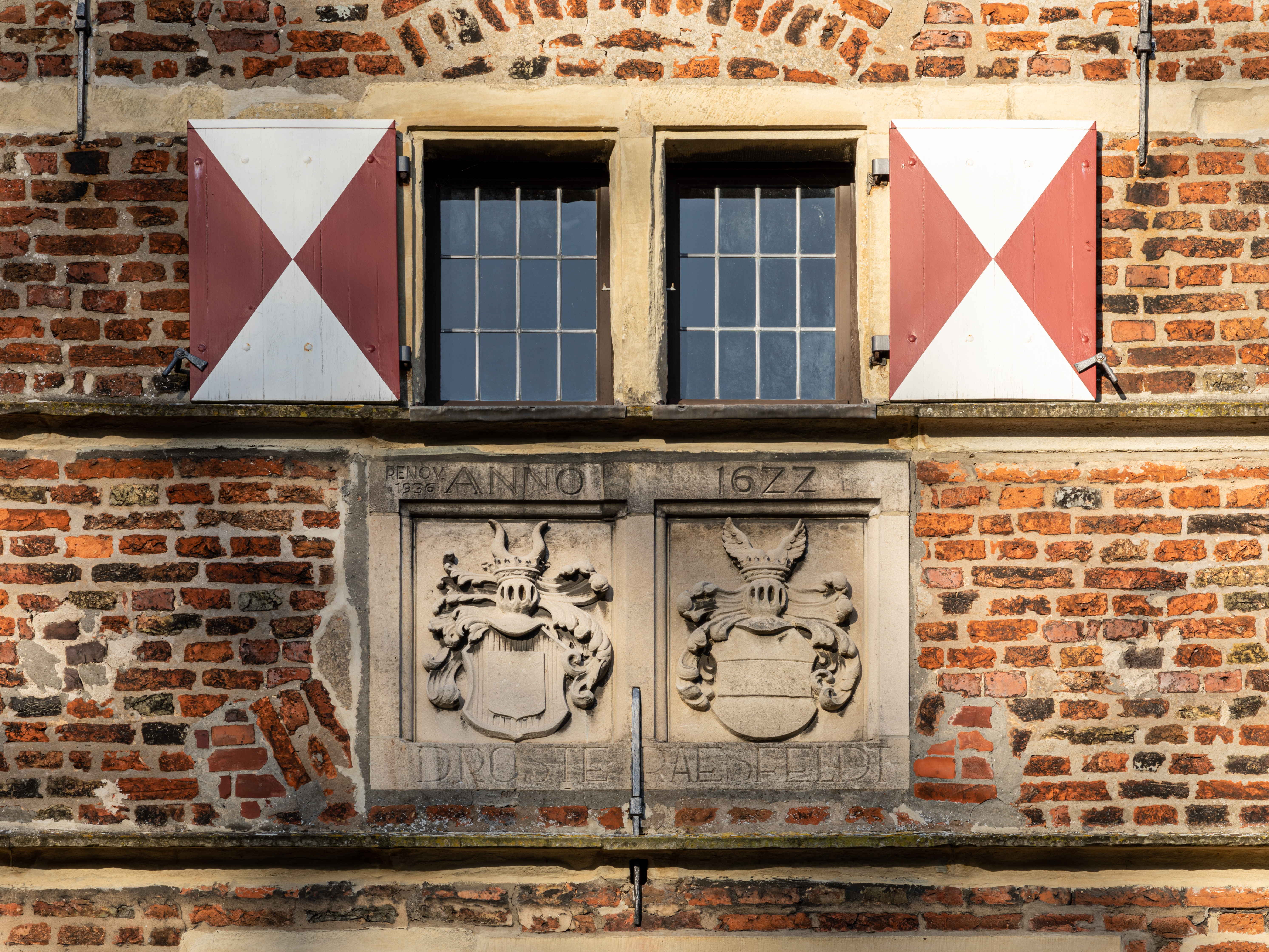
Herby von: Droste, Raesfeld, rok 1622
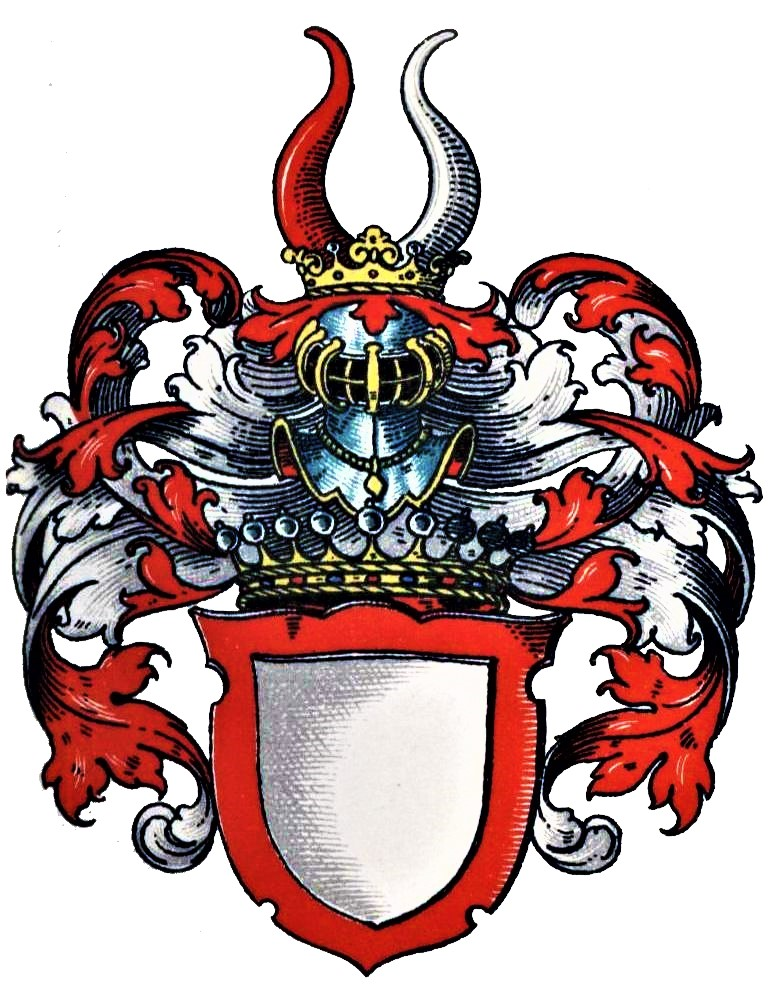
Herb Heidenreicha Droste zu Vischering
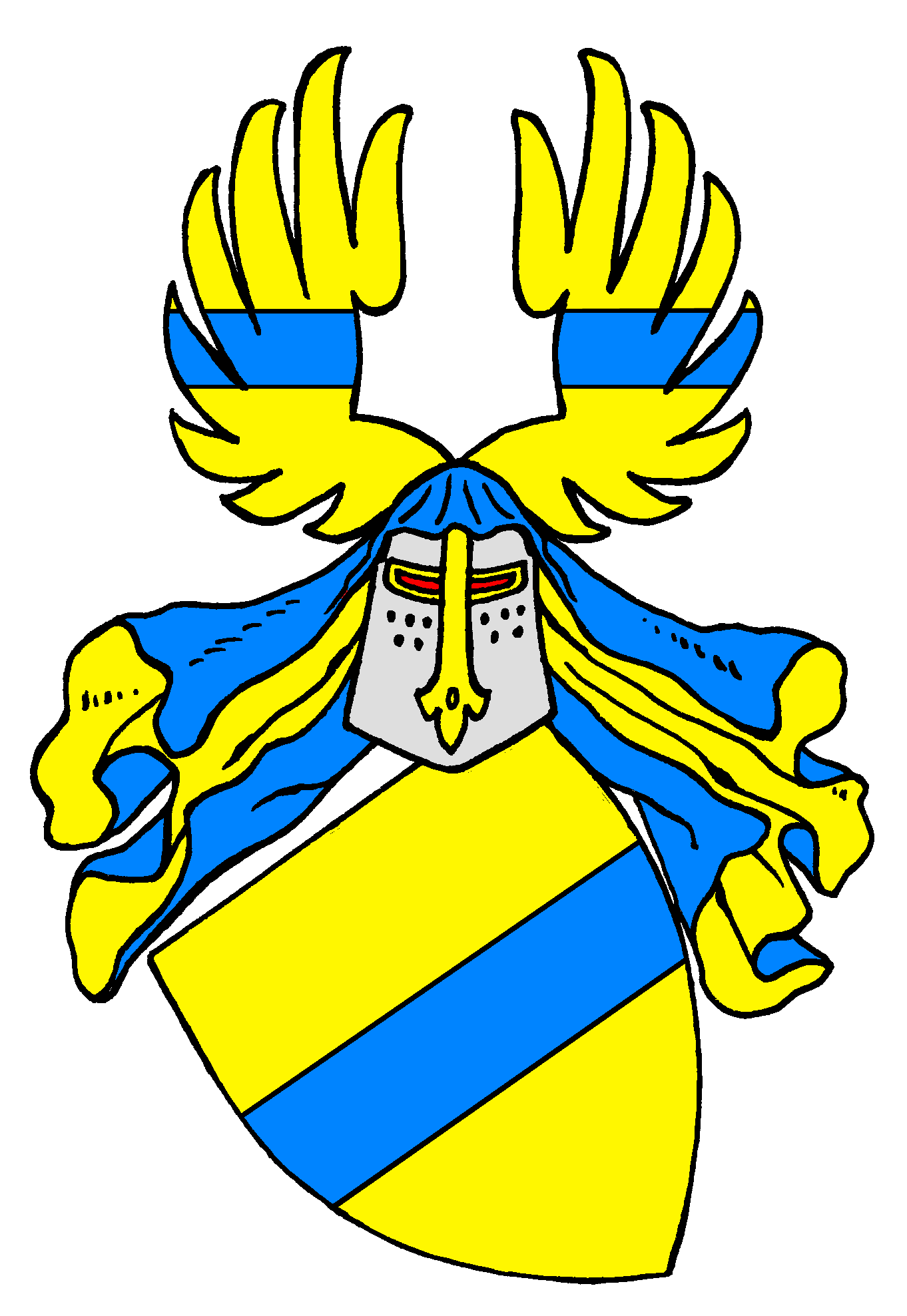
Herb Margarethe von Raesfeld zu Romberg
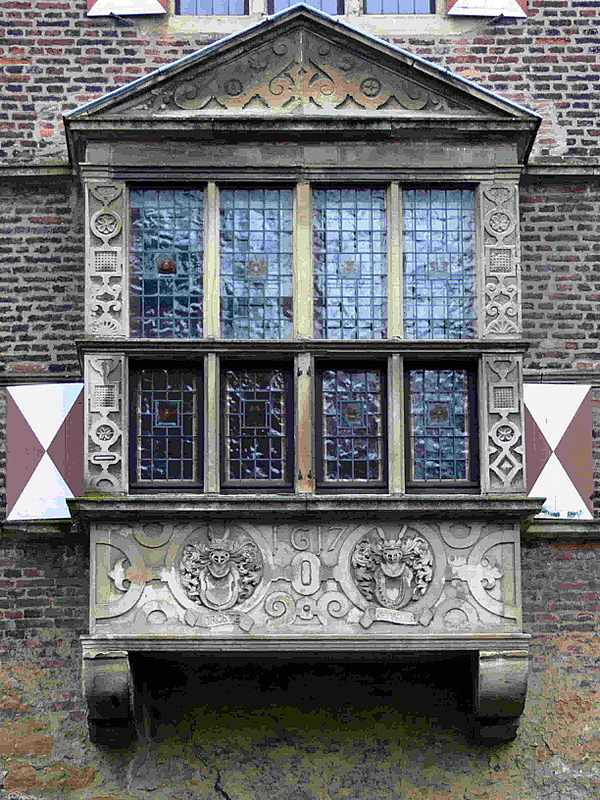
Herby z rokiem 1617
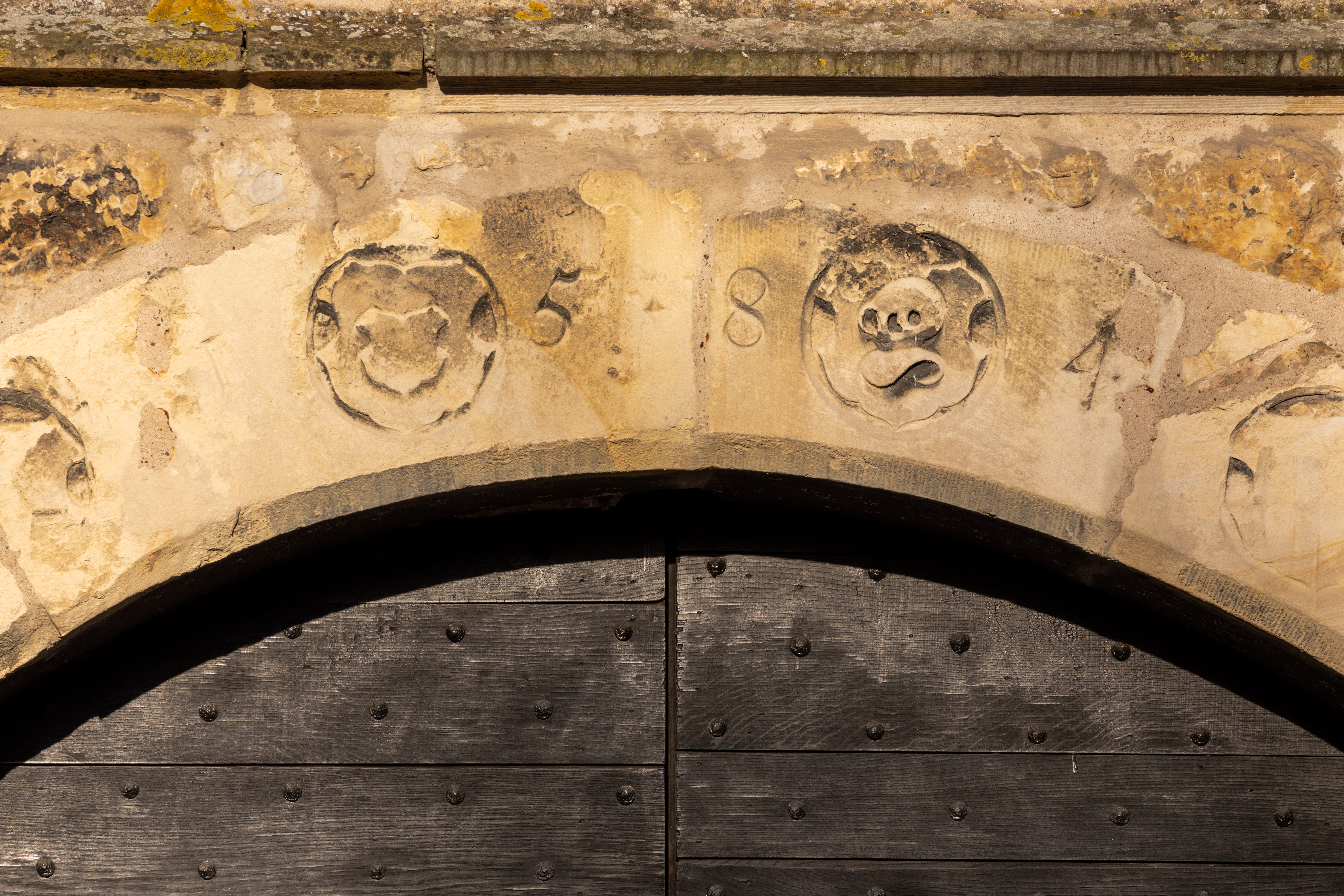
Herby: H. von Droste, Jaspary Hoberg, 1584
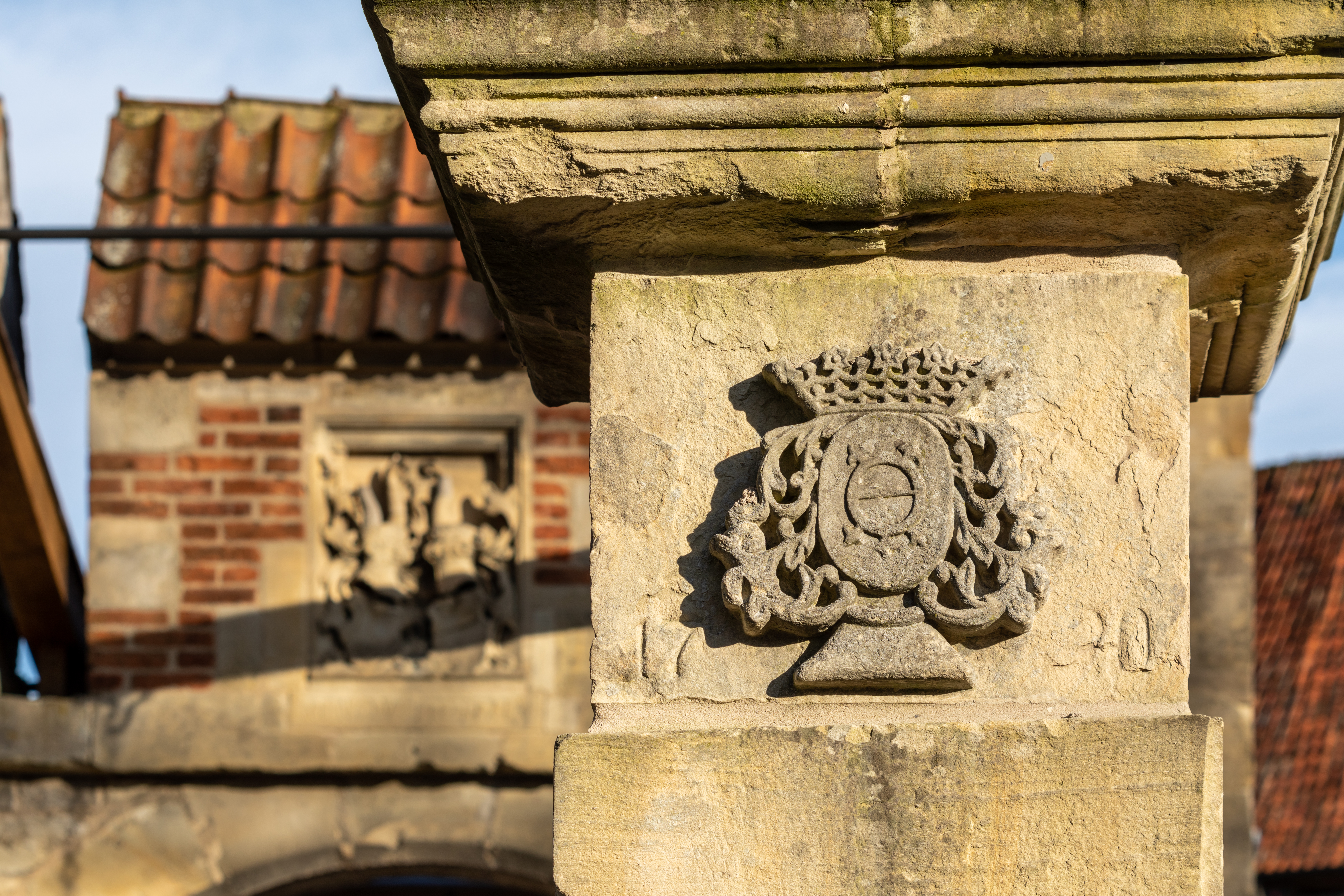
Herb Adelheidy von Nagel, rok 1720